# Moslim ibn al-Hajjaj
Moslim ibn Hajjaj, volledige naam Abul Hoesein Moslim ibn al-Hajjaj Qushairi al-Nishapuri (Arabisch: أبو الحسين مسلم بن الحجاج القشيري النيشابوري), beter bekend als Imam Moslim of Imam Moeslim (821 Nishapur – 875), was een beroemde soennitische islamitische schriftgeleerde van Arabische afkomst. Hij is voornamelijk bekend voor zijn verzameling van Hadiths, genaamd Sahih Muslim. Dit wordt samen met de Hadithverzameling van Bukhari als het meest authentieke van alle Hadithverzamelingen gezien. Ook wordt het beschouwd als de belangrijkste bron na de Koran.

## Biografie
Moslim werd geboren in Nishapur tijdens het kalifaat van de Abbasiden als zoon van de aanvoerder van de Arabische stam der Qushair. Van jongs af aan ondernam Moslim verre reizen op zoek naar Hadiths, die hem onder meer naar Irak, de Hidjaz, Syrië en Egypte brachten. Dat gaf hem ook de gelegenheid onderricht te volgen bij de grootste geleerden uit die landen. Hij studeerde onder meer bij Ahmad ibn Hanbal en Harmala (een leerling van Mohammed al-Shafi'i). Moslim was ook een student van Bukhari, voor wie hij een enorme bewondering had. Hij zou uiteindelijk uit driehonderdduizend Hadiths de keuze voor zijn eigen werk hebben gemaakt.
Moslim stierf op 55-jarige leeftijd en werd begraven in Nasarabad.

## Werk
Zijn verzameling wordt in het Arabisch de الْجَامِعُ الصَّحِيحُ (Al-Djāmi' Al-Șaḥīḥ) genoemd, oftewel "verzameling der authentieke tradities", die meestal verkort met Sahih of Sahih Muslim wordt aangeduid, en deze behoort met het werk van Bukhari tot de zes canonieke Hadith-verzamelingen.